# Pentacalia venezuelensis
Pentacalia venezuelensis là một loài thực vật có hoa trong họ Cúc. Loài này được (Sandwith) Cuatrec. mô tả khoa học đầu tiên năm 1981.